# حبيب أسيود
حبيب الكعبي (10 يوليو 1352 [1] [2] - 16 مايو 1402) المعروف باسم حبيب إسيود مواطن عربي أحوازي إيراني ـ سويدي وقيادي أحوازي في صفوف الثورة الأحوازية، وأحد قادة حركة النضال العربي لتحرير الأحواز. لقد تم اختطافته من قبل المخابرات الإيرانية عام 2019م خلال رحلته إلى تركيا بفخ أدت الدور البارز فيه صابرين سعيدي طليقته فاعتقل، ثم هُرب إلى إيران؛ وتم تعذيبه وإعدامه بتهمة الإفساد في الأرض" بإيران.